# Meisje met een duif
Meisje met een duif (Italiaans: Fanciulla con colomba) is een marmeren beeld dat uit de eerste of tweede eeuw stamt en sinds 1733 deel uitmaakt van de collectie van de Capitolijnse Musea. Het is een Romeinse kopie die teruggaat op een Hellenistisch origineel uit de tweede eeuw voor Christus.

## Voorstelling
Het meisje houdt met haar linkerhand en -arm een duif vast. Het dier is deels bedekt door de mantel die het meisje over haar chiton draagt. Het meisje beschermt de vogel tegen een slang die achter haar omhoog kruipt. Dit is een moderne restauratie, oorspronkelijk werd het tweetal waarschijnlijk door een hond bedreigd.
De Hellenistische kunst legde een grote interesse aan de dag voor alledaagse taferelen. Spelende kinderen vormen hier een duidelijk voorbeeld van. In dit geval kan een verband worden gelegd met Griekse graftombes uit de zesde en vijfde eeuw voor Christus waarop vaak afbeeldingen van een meisje met een duif te zien waren. In de antieke tijd stond de duif symbool voor zuiverheid.  
Het beeld is afkomstig uit de omvangrijke verzameling van de familie Albani. In 1733 kwam het in de Capitolijnse Musea terecht. Hier wordt het tentoongesteld in de zaal van de duiven (Sala delle Colombe). De naam van het vertrek verwijst niet in de eerste plaats naar dit beeld, maar vooral naar een beroemd mozaïek met duiven dat er te zien is.

## Afbeelding

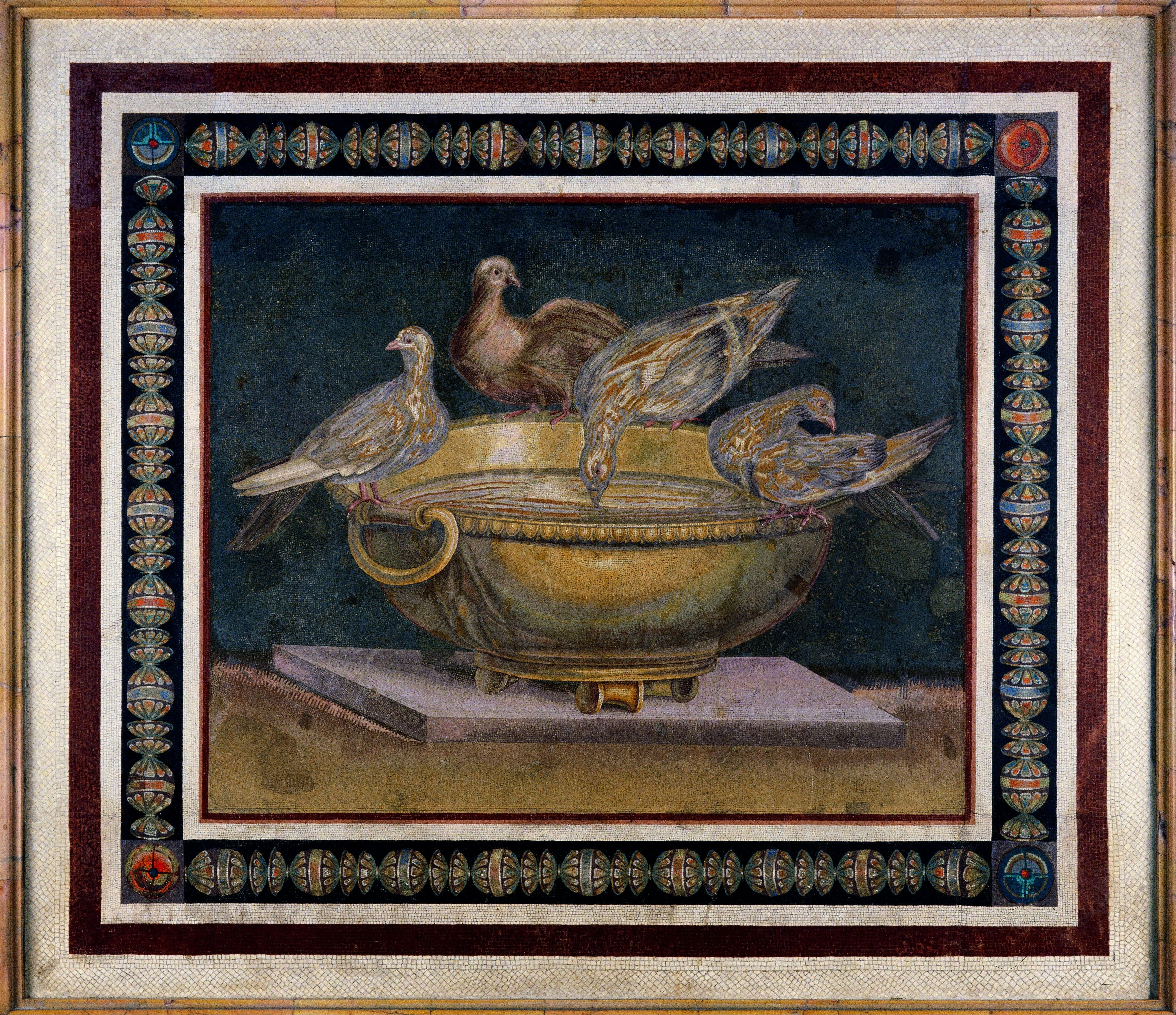
Mozaïek van de duiven